# Seznam dílů seriálu Penny Dreadful
Toto je seznam dílů seriálu Penny Dreadful. Britsko-americké hororové drama Penny Dreadful vysílala americká stanice Showtime.

## Přehled řad
| Řada | Díly | Premiéra v USA  | Premiéra v USA   | Premiéra v ČR     | Premiéra v ČR     |
| Řada | Díly | První díl       | Poslední díl     | První díl         | Poslední díl      |
| ---- | ---- | --------------- | ---------------- | ----------------- | ----------------- |
| 1    | 8    | 11. května 2014 | 29. června 2014  | 3. listopadu 2014 | 22. prosince 2014 |
| 2    | 10   | 3. května 2015  | 5. července 2015 | 2015              | 2015              |
| 3    | 9    | 1. května 2016  | 19. května 2016  | 7. června 2016    | 2. srpna 2016     |

## Seznam dílů

### První řada (2014)
| Č. v seriálu | Č. v řadě | Původní název                | Český název    | Režie          | Scénář     | Premiéra v USA                                     | Premiéra v ČR      |
| ------------ | --------- | ---------------------------- | -------------- | -------------- | ---------- | -------------------------------------------------- | ------------------ |
| 1            | 1         | Night Work                   | Stíny Londýna  | J. A. Bayona   | John Logan | 28. dubna 2014 (online) 11. května 2014 (Showtime) | 3. listopadu 2014  |
| 2            | 2         | Séance                       | Seance         | J. A. Bayona   | John Logan | 18. května 2014                                    | 10. listopadu 2014 |
| 3            | 3         | Resurrection                 | Vzkříšení      | Dearbhla Walsh | John Logan | 25. května 2014                                    | 17. listopadu 2014 |
| 4            | 4         | Demimonde                    | Šerosvět       | Dearbhla Walsh | John Logan | 1. června 2014                                     | 24. listopadu 2014 |
| 5            | 5         | Closer Than Sisters          | Víc než sestry | Coky Giedroyc  | John Logan | 8. června 2014                                     | 1. prosince 2014   |
| 6            | 6         | What Death Can Join Together | Co smrt spojí  | Coky Giedroyc  | John Logan | 15. června 2014                                    | 8. prosince 2014   |
| 7            | 7         | Possession                   | Na prahu pekla | James Hawes    | John Logan | 22. června 2014                                    | 15. prosince 2014  |
| 8            | 8         | Grand Guignol                | Grand Guignol  | James Hawes    | John Logan | 29. června 2014                                    | 22. prosince 2014  |

### Druhá řada (2015)
| Č. v seriálu | Č. v řadě | Původní název                   | Český název                       | Režie         | Scénář     | Premiéra v USA                                    | Premiéra v ČR |
| ------------ | --------- | ------------------------------- | --------------------------------- | ------------- | ---------- | ------------------------------------------------- | ------------- |
| 9            | 1         | Fresh Hell                      | Čerstvé peklo                     | James Hawes   | John Logan | 19. dubna 2015 (online) 3. května 2015 (Showtime) | 2015          |
| 10           | 2         | Verbis Diablo                   | Verbis Diablo                     | James Hawes   | John Logan | 10. května 2015                                   | 2015          |
| 11           | 3         | The Nightcomers                 | Půlnočnice                        | Brian Kirk    | John Logan | 17. května 2015                                   | 2015          |
| 12           | 4         | Evil Spirits in Heavenly Places | Nadzemští duchové zla             | Damon Thomas  | John Logan | 24. května 2015                                   | 2015          |
| 13           | 5         | Above the Vaulted Sky           | Nad hlavou mít nebe               | Damon Thomas  | John Logan | 31. května 2015                                   | 2015          |
| 14           | 6         | Glorious Horrors                | Okázalé hrůzy                     | James Hawes   | John Logan | 7. června 2015                                    | 2015          |
| 15           | 7         | Little Scorpion                 | Malá škorpionka                   | Brian Kirk    | John Logan | 14. června 2015                                   | 2015          |
| 16           | 8         | Memento Mori                    | Memento Mori                      | Kari Skogland | John Logan | 21. června 2015                                   | 2015          |
| 17           | 9         | And Hell Itself My Only Foe     | A samo peklo mým jediným soupeřem | Brian Kirk    | John Logan | 28. června 2015                                   | 2015          |
| 18           | 10        | And They Were Enemies           | A byli nepřáteli                  | Brian Kirk    | John Logan | 5. července 2015                                  | 2015          |

### Třetí řada (2016)
| Č. v seriálu | Č. v řadě | Původní název            | Český název                  | Režie        | Scénář                                   | Premiéra v USA                                    | Premiéra v ČR     |
| ------------ | --------- | ------------------------ | ---------------------------- | ------------ | ---------------------------------------- | ------------------------------------------------- | ----------------- |
| 19           | 1         | The Day Tennyson Died    | Den, kdy zemřel Tennyson     | Damon Thomas | John Logan                               | 24. dubna 2016 (online) 1. května 2016 (Showtime) | 7. června 2016    |
| 20           | 2         | Predators Far and Near   | Dravci vzdálení i blízcí     | Damon Thomas | John Logan                               | 8. května 2016                                    | 14. června 2016   |
| 21           | 3         | Good and Evil Braided Be | Zlo a dobro v jedno jsou     | Damon Thomas | John Logan                               | 15. května 2016                                   | 21. června 2016   |
| 22           | 4         | A Blade of Grass         | List trávy                   | Toa Fraser   | John Logan                               | 22. května 2016                                   | 28. června 2016   |
| 23           | 5         | This World Is Our Hell   | Tento svět jest naším peklem | Paco Cabezas | Andrew Hinderaker                        | 29. května 2016                                   | 5. července 2016  |
| 24           | 6         | No Beast So Fierce       | Nejlítější šelma             | Paco Cabezas | Andrew Hinderaker a Krysty Wilson-Cairns | 5. června 2016                                    | 12. července 2016 |
| 25           | 7         | Ebb Tide                 | Odliv                        | Paco Cabezas | John Logan                               | 12. května 2016                                   | 19. července 2016 |
| 26           | 8         | Perpetual Night          | Věčná noc                    | Damon Thomas | Krysty Wilson-Cairns                     | 19. května 2016                                   | 26. července 2016 |
| 27           | 9         | The Blessed Dark         | Požehnaná temnota            | Paco Cabezas | John Logan                               | 19. května 2016                                   | 2. srpna 2016     |